# Austrachelas
Genre
Austrachelas est un genre d'araignées aranéomorphes de la famille des Gallieniellidae.

## Distribution
Les espèces de ce genre sont endémiques d'Afrique du Sud.

## Liste des espèces
Selon World Spider Catalog (version 18.5, 20/09/2017) :
- Austrachelas bergi Haddad, Lyle, Bosselaers & Ramirez, 2009
- Austrachelas entabeni Haddad & Mbo, 2017
- Austrachelas incertus Lawrence, 1938
- Austrachelas kalaharinus Haddad, Lyle, Bosselaers & Ramirez, 2009
- Austrachelas merwei Haddad, Lyle, Bosselaers & Ramirez, 2009
- Austrachelas natalensis Lawrence, 1942
- Austrachelas pondoensis Haddad, Lyle, Bosselaers & Ramirez, 2009
- Austrachelas reavelli Haddad, Lyle, Bosselaers & Ramirez, 2009
- Austrachelas sexoculatus Haddad, Lyle, Bosselaers & Ramirez, 2009
- Austrachelas wassenaari Haddad, Lyle, Bosselaers & Ramirez, 2009

## Publication originale
- Lawrence, 1938 : A collection of spiders from Natal and Zululand. Annals of the Natal Museum, vol. 8, no 3, p. 455–524 (texte intégral).